# IC 299
IC 299 ist eine elliptische Galaxie vom Hubble-Typ E-S0 im Sternbild Eridanus am Südsternhimmel. Sie ist schätzungsweise 427 Millionen Lichtjahre von der Milchstraße entfernt.
Das Objekt wurde am 13. Oktober 1891 vom französischen Astronomen Stéphane Javelle entdeckt.